# Bonifacio I
Bonifacio I (Roma, c. 370-4 de septiembre del 422) fue el papa 42.º de la Iglesia católica entre 418 y 422.
Fue elegido el 29 de diciembre de 418 cuando era un hombre ya viejo y muy enfermo.
Al mismo tiempo un grupo de diáconos que estaban descontentos ya desde tiempos del papa Zósimo, eligieron a Eulalio quién se instaló en el palacio Laterano como antipapa.
Finalmente el emperador Flavio Honorio resolvió la cuestión a favor de Bonifacio I, quien permaneció como papa legítimo. Con esta acción, la iglesia da su anuencia a la intervención de la autoridad civil en asuntos eclesiásticos.
Dio su apoyo a Agustín de Hipona y los obispos africanos en su campaña contra el pelagianismo. 
Murió el 4 de septiembre de 422.